# Arild Østbø
Arild Østbø (Stavanger, 19 aprile 1991) è un calciatore norvegese, portiere del Viking.

## Carriera

### Club
Østbø iniziò la sua carriera professionistica con la maglia del Viking. Debuttò nella prima squadra del club il 12 maggio 2008, quando sostituì Thomas Myhre all'inizio del secondo tempo del successo per tre a zero sul Vidar, in un incontro valido per l'edizione stagionale della Coppa di Norvegia.
Nel 2009, passò in prestito al Sandnes Ulf, club all'epoca militante nella Fair Play Ligaen. Nel 2010 tornò però al Viking, a causa dell'arrivo al Sandnes Ulf di Bo Andersen come portiere titolare.
Il 4 ottobre 2010 debuttò nella Tippeligaen: fu infatti titolare nel successo per tre a uno sullo Strømsgodset. L'8 agosto 2012, passò in prestito allo Start. Il 22 febbraio 2013, si trasferì allo Strømmen con la stessa formula.
Il 9 gennaio 2017, Østbø è passato ufficialmente al Rosenborg, formazione a cui si è legato con un contratto triennale.
Il 24 settembre 2019 è stato reso noto il suo ritorno al Viking, in vista della stagione 2020: si è legato al club con un accordo triennale.

### Nazionale
Østbø fa parte dal 2010 della Norvegia under 21. Il 7 maggio 2013, viene incluso nella lista provvisoria consegnata all'UEFA dal commissario tecnico Tor Ole Skullerud in vista del campionato europeo Under-21 2013. Il 22 maggio, il suo nome compare tra i 23 calciatori scelti per la manifestazione. La selezione norvegese superò la fase a gironi, per poi venire eliminata dalla Spagna under 21 in semifinale. In base al regolamento, la Norvegia ricevette la medaglia di bronzo in ex aequo con i Paesi Bassi Under-21, altra semifinalista battuta.

## Statistiche

### Presenze e reti nei club
Statistiche aggiornate al 15 marzo 2021.
| Stagione           | Club               | Campionato         | Campionato | Campionato | Coppe nazionali | Coppe nazionali | Coppe nazionali | Coppe continentali | Coppe continentali | Coppe continentali | Supercoppe | Supercoppe | Supercoppe | Totale | Totale |
| Stagione           | Club               | Comp               | Pres       | Reti       | Comp            | Pres            | Reti            | Comp               | Pres               | Reti               | Comp       | Pres       | Reti       | Pres   | Reti   |
| ------------------ | ------------------ | ------------------ | ---------- | ---------- | --------------- | --------------- | --------------- | ------------------ | ------------------ | ------------------ | ---------- | ---------- | ---------- | ------ | ------ |
| 2008               | Viking             | ES                 | 0          | 0          | CN              | 1               | 0               | -                  | -                  | -                  | -          | -          | -          | 1      | 0      |
| 2009               | Sandnes Ulf        | 2D                 | ?          | -?         | CN              | ?               | -?              | -                  | -                  | -                  | -          | -          | -          | ?      | -?     |
| 2010               | Sandnes Ulf        | 2D                 | ?          | -?         | CN              | ?               | -?              | -                  | -                  | -                  | -          | -          | -          | ?      | -?     |
| Totale Sandnes Ulf | Totale Sandnes Ulf | Totale Sandnes Ulf | ?          | -?         |                 | ?               | -?              |                    | -                  | -                  |            | -          | -          | ?      | -?     |
| lug.-dic. 2010     | Viking             | ES                 | 5          | -6         | CN              | 0               | 0               | -                  | -                  | -                  | -          | -          | -          | 5      | -6     |
| 2011               | Viking             | ES                 | 0          | 0          | CN              | 1               | 0               | -                  | -                  | -                  | -          | -          | -          | 1      | 0      |
| gen.-ago. 2012     | Viking             | ES                 | 0          | 0          | CN              | 1               | -1              | -                  | -                  | -                  | -          | -          | -          | 1      | -1     |
| ago.-dic. 2012     | Start              | 1D                 | 7          | -4         | CN              | -               | -               | -                  | -                  | -                  | -          | -          | -          | 7      | -4     |
| 2013               | Strømmen           | 1D                 | 20         | -25        | CN              | 0               | 0               | -                  | -                  | -                  | -          | -          | -          | 20     | -25    |
| 2014               | Viking             | ES                 | 18         | -25        | CN              | 2               | -6              | -                  | -                  | -                  | -          | -          | -          | 20     | -31    |
| 2015               | Viking             | ES                 | 1          | 0          | CN              | 3               | -3              | -                  | -                  | -                  | -          | -          | -          | 4      | -3     |
| 2016               | Sarpsborg 08       | ES                 | 13         | -14        | CN              | 4               | -5              | -                  | -                  | -                  | -          | -          | -          | 17     | -19    |
| 2017               | Rosenborg          | ES                 | 6          | -3         | CN              | 5               | -6              | UCL                | 0                  | 0                  | SN         | 0          | 0          | 11     | -9     |
| 2018               | Rosenborg          | ES                 | 3          | -1         | CN              | 4               | -4              | UCL+UEL            | 0                  | 0                  | SN         | 1          | 0          | 11     | -9     |
| 2019               | Rosenborg          | ES                 | 1          | -2         | CN              | 3               | -2              | UCL+UEL            | 0+1                | -1                 | -          | -          | -          | 5      | -5     |
| Totale Rosenborg   | Totale Rosenborg   | Totale Rosenborg   | 10         | -6         |                 | 12              | -12             |                    | 0+1                | -2                 |            | -          | -          | 23     | -20    |
| 2020               | Viking             | ES                 | 13         | -24        | -               | -               | -               | UEL                | 0                  | 0                  | -          | -          | -          | 13     | -24    |
| Totale Viking      | Totale Viking      | Totale Viking      | ?          | -?         |                 | ?               | -?              |                    | 0                  | 0                  |            | 0          | 0          | ?      | -?     |
| Totale             | Totale             | Totale             | ?          | -?         |                 | ?               | -?              |                    | 0                  | 0                  |            | 0          | 0          | ?      | -?     |

## Palmarès
- Supercoppa di Norvegia: 2

Rosenborg: 2017, 2018
- Campionato norvegese: 2

Rosenborg: 2017, 2018
- Coppa di Norvegia: 1

Rosenborg: 2018